# Andreas Sønsterud Amdahl
Andreas Sønsterud Amdahl (12 marzo 2001) è uno sciatore alpino norvegese.

## Biografia
Attivo in gare FIS dal novembre del 2017, Amdahl ha esordito in Coppa Europa il 2 dicembre 2019 a Trysil in slalom gigante (45º); non ha debuttato in Coppa del Mondo e non ha preso parte a rassegne olimpiche o iridate.

## Palmarès

### Festival olimpico della gioventù europea
- 2 medaglie:
  - 1 oro (slalom gigante a Sarajevo 2019)
  - 1 bronzo (gara a squadre a Sarajevo 2019)

### Australia New Zealand Cup
- Miglior piazzamento in classifica generale: 6º nel 2023
- 1 podio:
  - 1 terzo posto

### Campionati norvegesi
- 1 medaglia:
  - 1 bronzo (slalom gigante nel 2019)